# An-dro

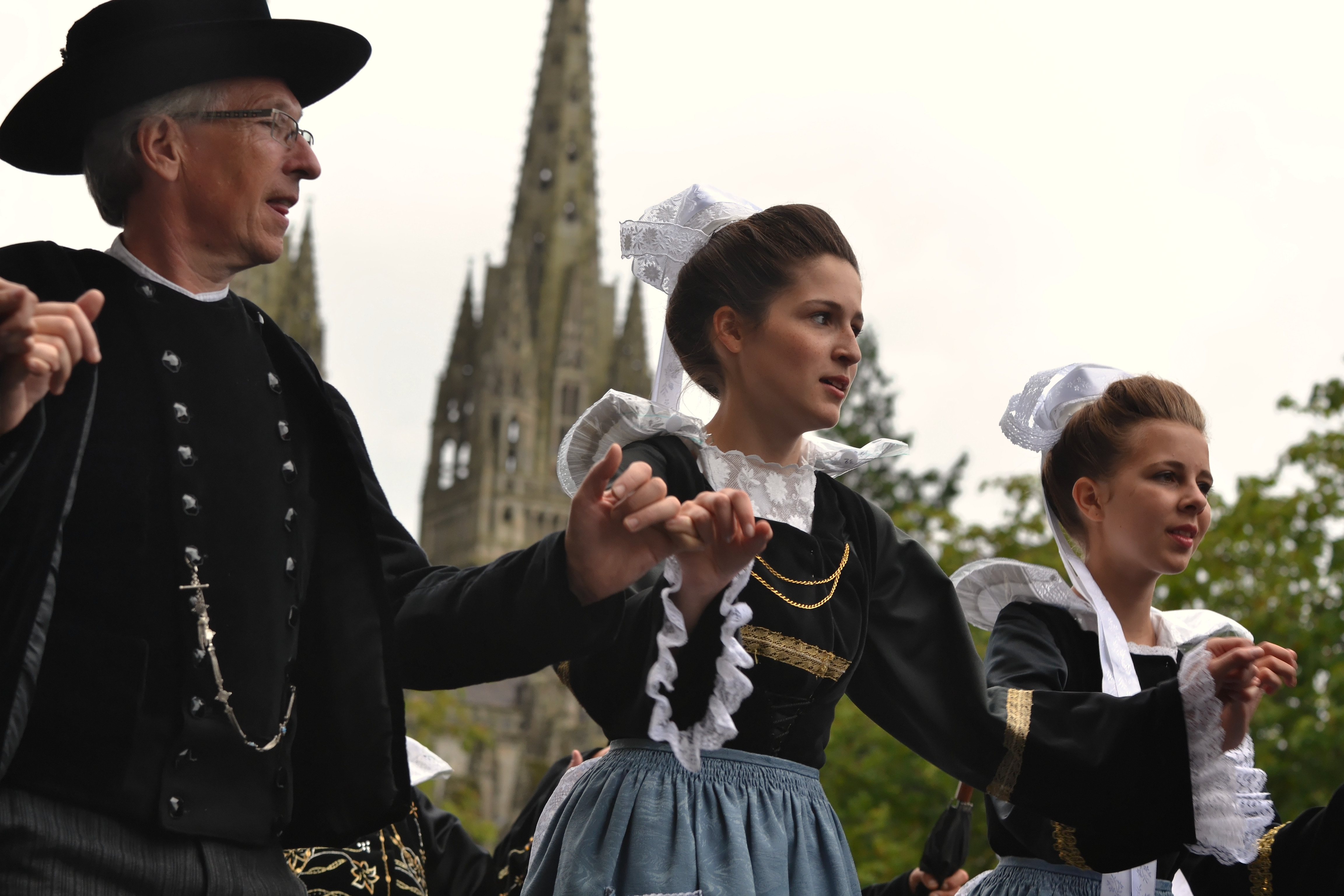
An-dro pel cercle Ar Bleunioù Kignez a Cornouaille a Quimper.

L'an-dro (en bretó estàndard) és una dansa bretona originària de la zona del Bro Gwened (Pays Vannetais, en francès), coneguda tant en la zona de llengua bretona com en la zona de llengua gal·ló.

## Pràctica

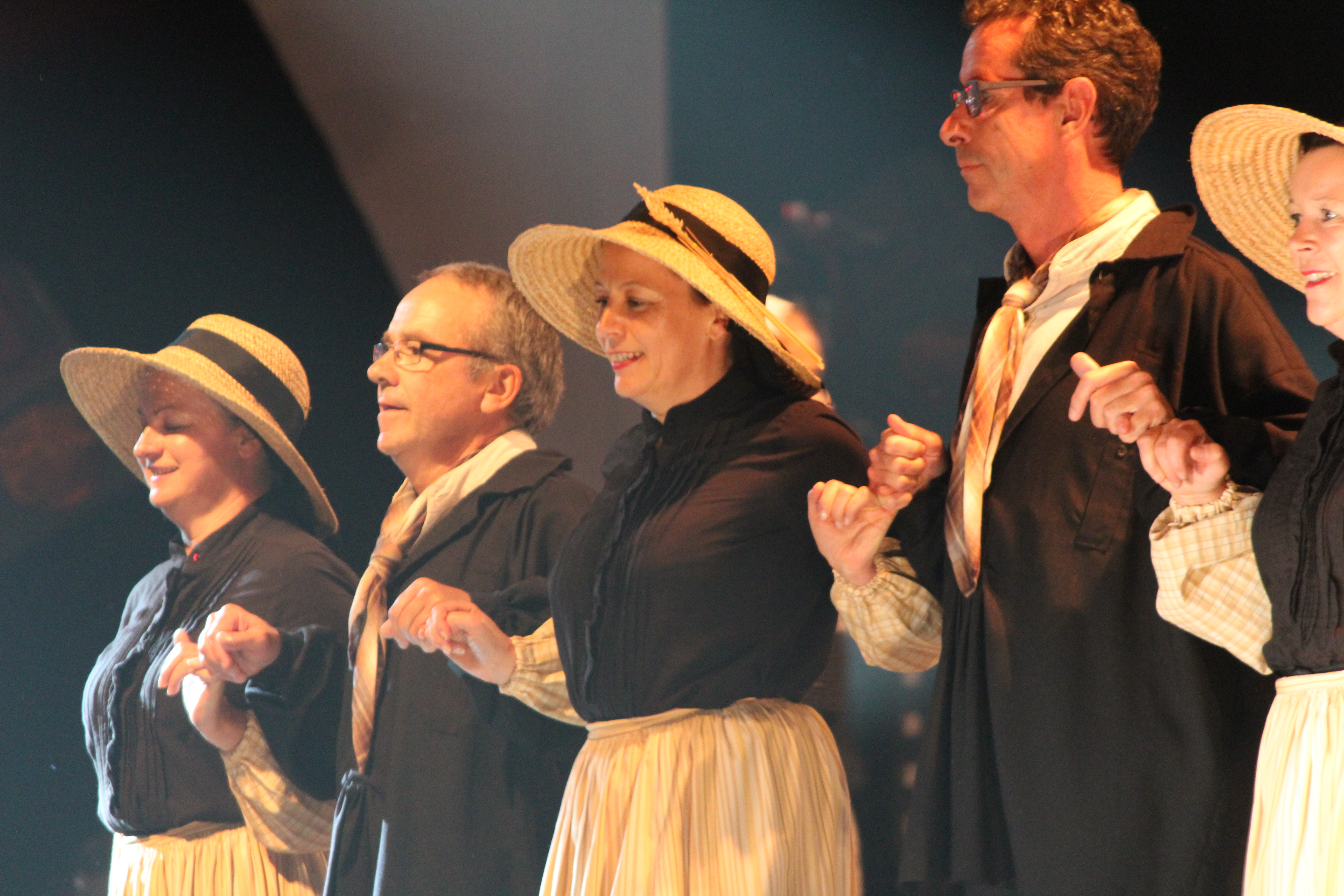
Cadena d'un cercle cèltic al Festival Intercèltic d'An Oriant.

L'an-dro es balla en cercle, en cadena oberta o per parelles, en passeig. En aquest últim cas, porta llavors el nom de kas-a-barh. Els dansaires, homes i dones alternats, s'agafen pels dits petits. En el pas se succeeixen dues parts, iguals en temps i en ritme: esquerra-dreta-esquerra, i a continuació dreta-esquerra-dreta. El cercle o cadena progressa cap a l'esquerra durant la primera part "esquerra-dreta-esquerra", mentre que durant el segon motiu "dreta-esquerra-dreta", l'avenç és molt petit o inexistent. L'orientació dels dansaires és la mateixa tot al llarg de la frase musical, cap al centre o lleugerament cap a l'esquerra. En certes versions, es poden creuar els suports, a títol de guarniment. En algunes versions recents conegudes sota el nom de Tour, els dansaires mantenen els braços a l'altura del pit, tot marcant la pulsació a cada temps. L'an dro actualment ballat en fest-noz o ball folk és una variant, originària de Baud, que ha vist el naixement d'un moviment de braç característic. Al curs dels quatre primers temps, els braços efectuen un moviment d'espiral cap a l'interior i al mig de la frase musical es troben horitzontalment cap endavant; en la segona meitat, fan el mateix camí en sentit contrari i efectuen una àmplia corba per trobar-se llavors avall i lleugerament enrere, com per prendre empenta.

## Evolució

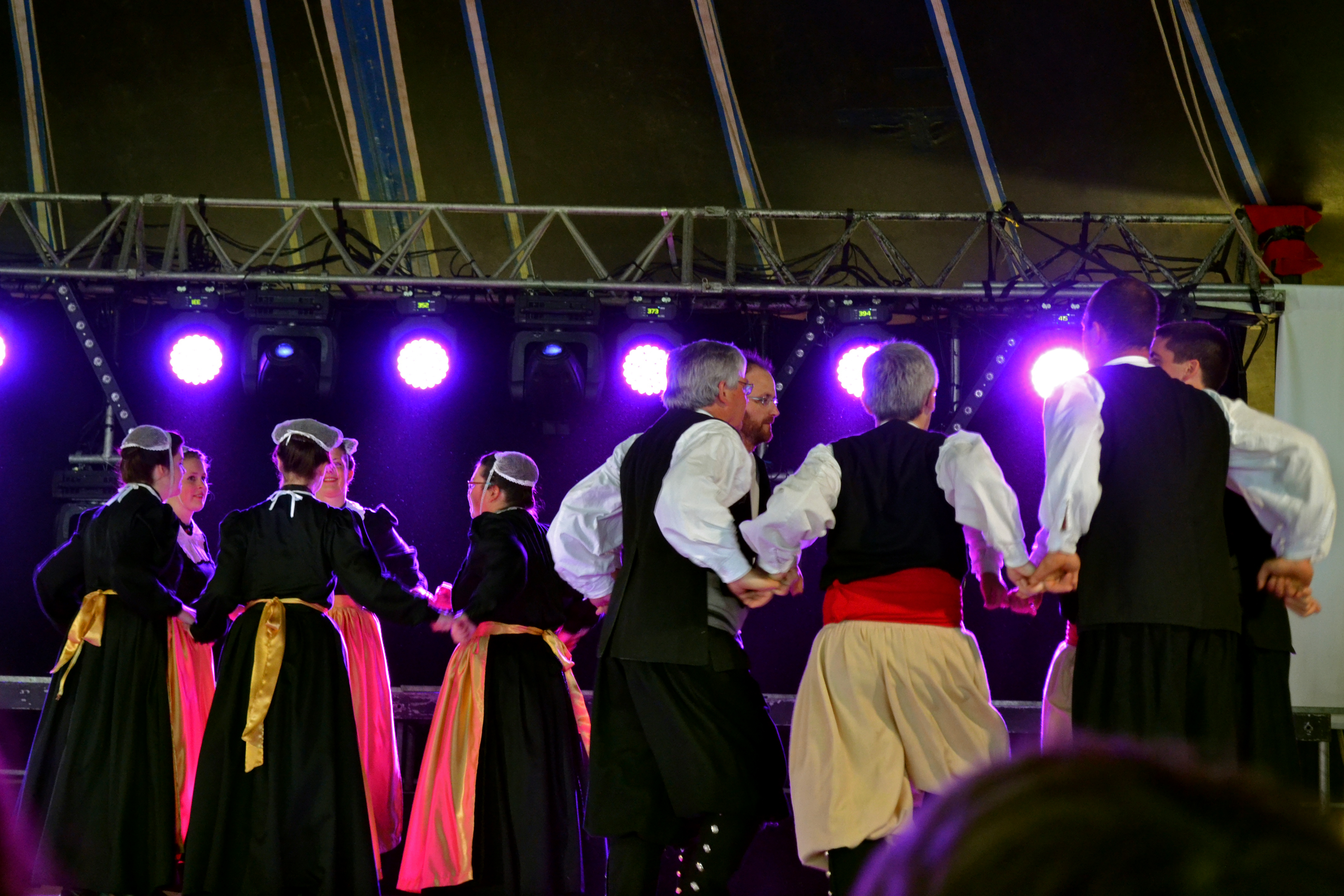
Cercle dels Korollerien Montroulez

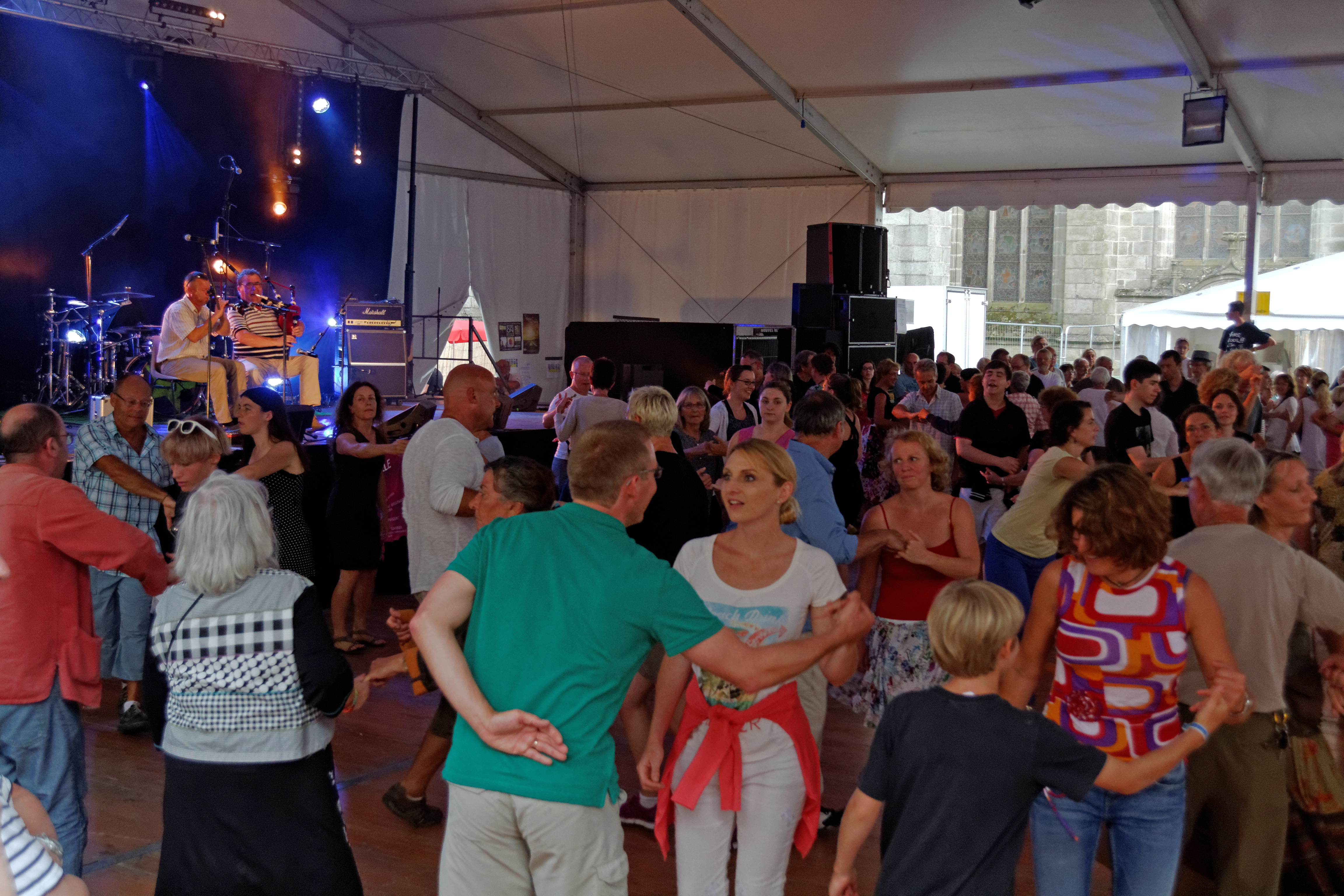
L'an-dro en parella esdevé el Kas-a-barh

Com el pilé-menu, l'an-dro és una evolució dels branles dobles del Renaixement.